# Rita González Hesaynes
Rita González Hesaynes (nacida en Azul, Argentina, 1984) es una poetisa, licenciada en letras, traductora, docente y programadora argentina.

## Biografía
Nació en 1984 en Azul y durante su vida cambió varias veces de residencia, primero a Tandil, luego viviò 15 años en Buenos Aires y finalmente, desde abril de 2019, reside en Berlín.
Se licenció en Letras (Universidad de Buenos Aires) mientras trabajaba como docente, escritora, traductora y en una amplia variedad de trabajos ocasionales, como participaciones en vieos muicales, o el protagónico de una obra de teatro (“ Una habitación así ” (2017))   
Su poesía se caracteriza por un lenguaje innovador y una exploración profunda de temas como la memoria, la existencia y la experiencia humana. Sus obras han sido reconocidas en diversas antologías y revistas literarias, lo que refleja su creciente influencia en el panorama literario contemporán

## Títulos publicados
- ¡Oh mitocondria! (2015)
- En la gran existencia (2017)
- neuro:mantra (2018)
- Elfo corporativo (2021)

## Plaquettes
- La Belle Époque  (2017, Difusión A/terna)
- Una intensa hierba  (en "La caja negra", 2017, No es como una rubia en el avión)